# L'Esprit frappeur
L'Esprit Frappeur est une maison d'édition française créée en 1997 et toujours en activité. Elle publie des essais politiques concernant des questions d'actualité, ainsi que quelques textes littéraires tel que le roman Le Feu sous la soutane de l'auteur rwandais Benjamin Sehene.
L'Esprit Frappeur est dirigé par Michel Sitbon. Une collection est dirigée par Béchir Saket. Les éditions sont basées dans les locaux de la librairie Lady Long Solo, au même titre que les éditions Dagorno et les éditions du Lézard. La maison d'édition appartient à la société Bahram.

## Historique
Créée en 1997, la maison d'édition fut très active jusqu'à 2005, année à partir de laquelle elle se mit à publier très peu. Dès lors, l'Esprit frappeur a surtout coédité, et bien peu diffusé. Ce phénomène remonte aux mois d'avril-mai 2004, où une intense pression policière s'est exercée sur l'ensemble du réseau des librairies françaises, dissuadant les libraires de commander les livres de cet éditeur autrement que par un exemplaire, pour répondre aux commandes des clients. Le prétexte de cette censure était la présence au catalogue de livres consacrés aux drogues, la police expliquant aux libraires qu'ils s'exposaient à des poursuites pour la « présentation sous un jour favorable » et l'« incitation à consommer » des drogues interdites[réf. nécessaire], réprimées par le Code de la santé publique. Très peu documenté, le fait est attesté par une circulaire interne des FNAC ordonnant le retrait de titres "suite à la visite de la Brigade des stupéfiants et après l'examen de nos services juridiques"[source insuffisante]. Vingt ans après, la consigne est toujours en vigueur et s'applique très au-delà des livres sur les drogues, dont aucun n'a été interdit, et pénalise l'ensemble du catalogue[réf. nécessaire] où l'on note une forte présence de titres dénonçant les violences policières, ainsi que nombre d'ouvrages critiquant la participation française au génocide des Tutsis.
C'est ainsi que l'Esprit frappeur coédite avec les éditions Izuba une revue annuelle, La Nuit rwandaise, consacrée à l'implication française dans le génocide des Tutsi, qui parait tous les 7 avril pour l'anniversaire du début de ce génocide.
En 2009 elle édite le Manifeste Européen co-écrit par le Mouvement Utopia.
À partir de l'année 2020, l'Édition l'Esprit Frappeur a amorcé une nouvelle phase marquante dans son parcours éditorial. Cette période a été caractérisée par la publication d'ouvrages traitant de thématiques variées, contribuant ainsi à un élargissement de son catalogue. 
En matière de drogues, deux livres sont publiés dans la période : La grande aventure des microdoses ou la renaissance psychédélique de Bernardo Parella et En finir avec la guerre aux drogues ?, issu d'une publication collective de Yann Bisiou, Jean-Pierre Couteron, Pierre-Yves Geoffard et Jean-Felix Savary, ce dernier ouvrage ayant rencontré un succès notable.[réf. nécessaire]
Par ailleurs, cette période a également été marquée par un intérêt renouvelé pour des sujets économiques, notamment avec la réédition des ouvrages de Yoland Bresson, rendue d'autant plus significative à l'occasion du décès de cet auteur.
En 2022, le catalogue de l'Esprit frappeur s'enrichissait de deux livres de Fernando Arrabal et François Gourd, Correspondance entre deux rectums de l'Université de foulosophie et Vive la foulosophie !, ainsi que de deux rééditions entièrement refondues, l'une de Samudaripen, le génocide des tziganes, par Claire Auzias, et l'autre du Revenu d'existence, de Yoland Bresson, ainsi que de Simusiga, de Serge Farnel, sur la participation de soldats français au dernier grand massacre des Tutsis du Rwanda, le 13 mai 1994[réf. nécessaire].

## Thématiques
Une partie des ouvrages publiés par l'Esprit Frappeur a historiquement été du fait d'auteurs situés à gauche de l'échiquier politique, incluant des publications anarchistes comme Travailler ? Moi, jamais !, de l'anarchiste américain Bob Black, écologistes incluant Le nucléaire et la lampe à pétrole publiée par Les Verts ou publié par plusieurs personnalités de la commission santé d'EELV.